# Coupe du monde de football 1974
Navigation
Mexique 1970 Argentine 1978
La Coupe du monde de football 1974 est la dixième édition de cette compétition qui a lieu tous les quatre ans. Organisée en Allemagne de l'Ouest, elle voit le sacre de la nation hôte, qui bat les Pays-Bas en finale. Cette dernière, emmenée par Johan Cruyff, marque la compétition de son empreinte par sa pratique du « football total ».
Cette édition marque également le lancement du trophée actuel appelé « FIFA World Cup ». L'ancienne coupe Jules Rimet a quant à elle été définitivement conservée par le Brésil après ses trois victoires en Coupe du monde en 1958, 1962 et 1970.

## Équipes qualifiées
Europe
- Allemagne de l'Ouest (pays organisateur)
- Suède
- Italie
- Pays-Bas
- Allemagne de l'Est
- Pologne
- Bulgarie
- Yougoslavie
- Écosse

Amérique du Nord, centrale et Caraïbes
- Haïti

Amérique du Sud
- Brésil (champion du monde 1970)
- Chili
- Argentine
- Uruguay

Asie-Océanie
- Australie

Afrique
- Zaïre

## Règlement
Le format du tournoi a changé dans sa seconde partie depuis l'édition de 1970 : 16 équipes réparties en quatre groupes de quatre au premier tour. Les deux premières de chaque groupe accèdent au deuxième tour, où elles se retrouvent désormais dans deux poules de quatre (pas d'élimination directe). Les vainqueurs de chaque poule se qualifient pour la finale, et les deuxièmes jouent le match pour la troisième place. En cas d'égalité parfaite (points, différence de buts, nombre de buts marqués) entre deux équipes ou plus dans un groupe du second tour pour une place en finale (ou en petite finale), les performances du premier tour sont prises en compte pour les départager : l'équipe qui a obtenu les meilleurs classement et résultats se qualifie. Le tirage au sort n'intervient qu'en tout dernier recours.
La séance de tirs au but pour départager deux équipes ayant fait match nul après prolongation fait pour la première fois son apparition dans le règlement de la Coupe du monde. Compte tenu de la formule « championnat » du tournoi, cela ne concerne que deux rencontres : le match pour la troisième place et la finale. La finale est à toutefois d'abord à rejouer en cas de score de parité après prolongation, et ce n'est seulement qu'en cas de nouvelle égalité après prolongation à l'issue du second match qu'intervient la séance de tirs au but.

## Tirage au sort
Le tirage au sort de la phase finale a lieu à Francfort le 5 janvier 1974. La composition des chapeaux pour le tirage tient compte de critères sportifs et géographiques. Les quatre demi-finalistes du Mundial 1970 (deux européens et deux sud-américains) sont ainsi désignés têtes de série. Deux d'entre elles sont préalablement affectées à leur groupe avant le tirage : l'Allemagne de l'ouest (pays hôte) est placée dans le groupe I, tandis que le Brésil (tenant du titre) est placé dans le groupe II. Si Allemands de l'ouest et Brésiliens terminent leur groupe à une place identique, ils ne pourront se rencontrer avant la finale. Le deuxième chapeau contient les deux autres équipes sud-américaines et deux des meilleures équipes d'Europe occidentale, chaque équipe de ce chapeau devant être tirée dans un des deux groupes dont la tête de série représente un autre continent que le sien. Le troisième chapeau contient les équipes d'Europe de l'Est. Enfin le quatrième chapeau contient les équipes du reste du monde ainsi que la neuvième équipe européenne, la Suède.
| Chapeau 1 (têtes de série)                                                                           | Chapeau 2 | Chapeau 3                                                         | Chapeau 4                           |
| --- | --- | ----------------------------------------------------------------- | ----------------------------------- |
| - Allemagne de l'Ouest (hôte) → Groupe I - Brésil (champion en titre) → Groupe II - Italie - Uruguay | - Argentine (gr. I ou gr. de l'Italie) - Chili (gr. I ou gr. de l'Italie) - Écosse (gr. II ou gr. de l'Uruguay) - Pays-Bas (gr. II ou gr. de l'Uruguay) | - Allemagne de l'Est - Bulgarie - Pologne - Yougoslavie / Espagne | - Australie - Haïti - Zaïre - Suède |

| Groupe I | Groupe I             | Groupe II | Groupe II   | Groupe III | Groupe III | Groupe IV | Groupe IV |
| -------- | -------------------- | --------- | ----------- | ---------- | ---------- | --------- | --------- |
| 1        | Chili                | 5         | Yougoslavie | 9          | Pays-Bas   | 13        | Haïti     |
| 2        | Allemagne de l'Ouest | 6         | Brésil      | 10         | Uruguay    | 14        | Italie    |
| 3        | Allemagne de l'Est   | 7         | Zaïre       | 11         | Suède      | 15        | Pologne   |
| 4        | Australie            | 8         | Écosse      | 12         | Bulgarie   | 16        | Argentine |

## Stades

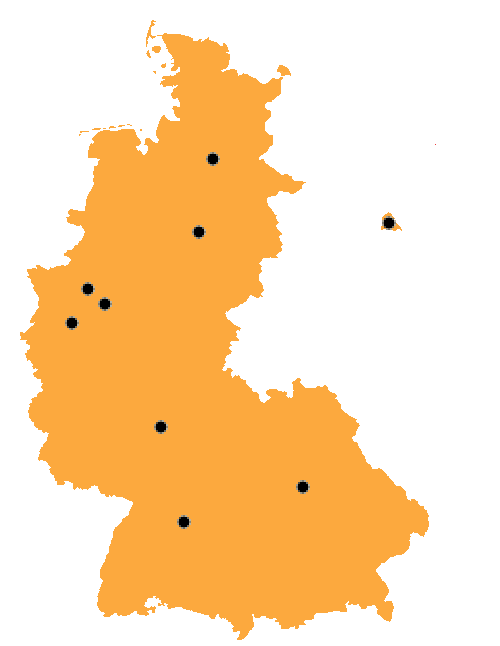
Sites de la Coupe du monde 1974.

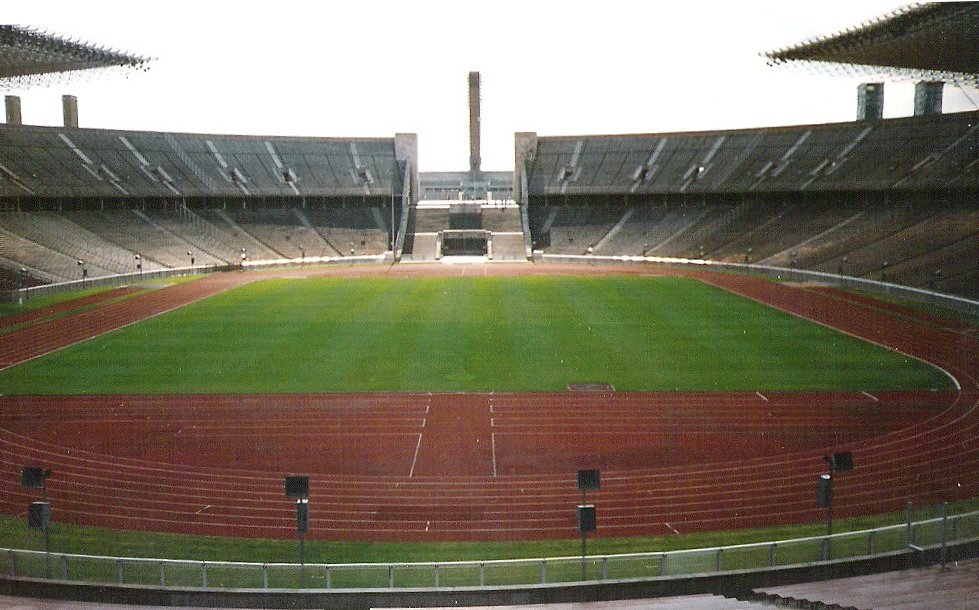
Berlin-Ouest, Stade olympique de Berlin (87 574 places)
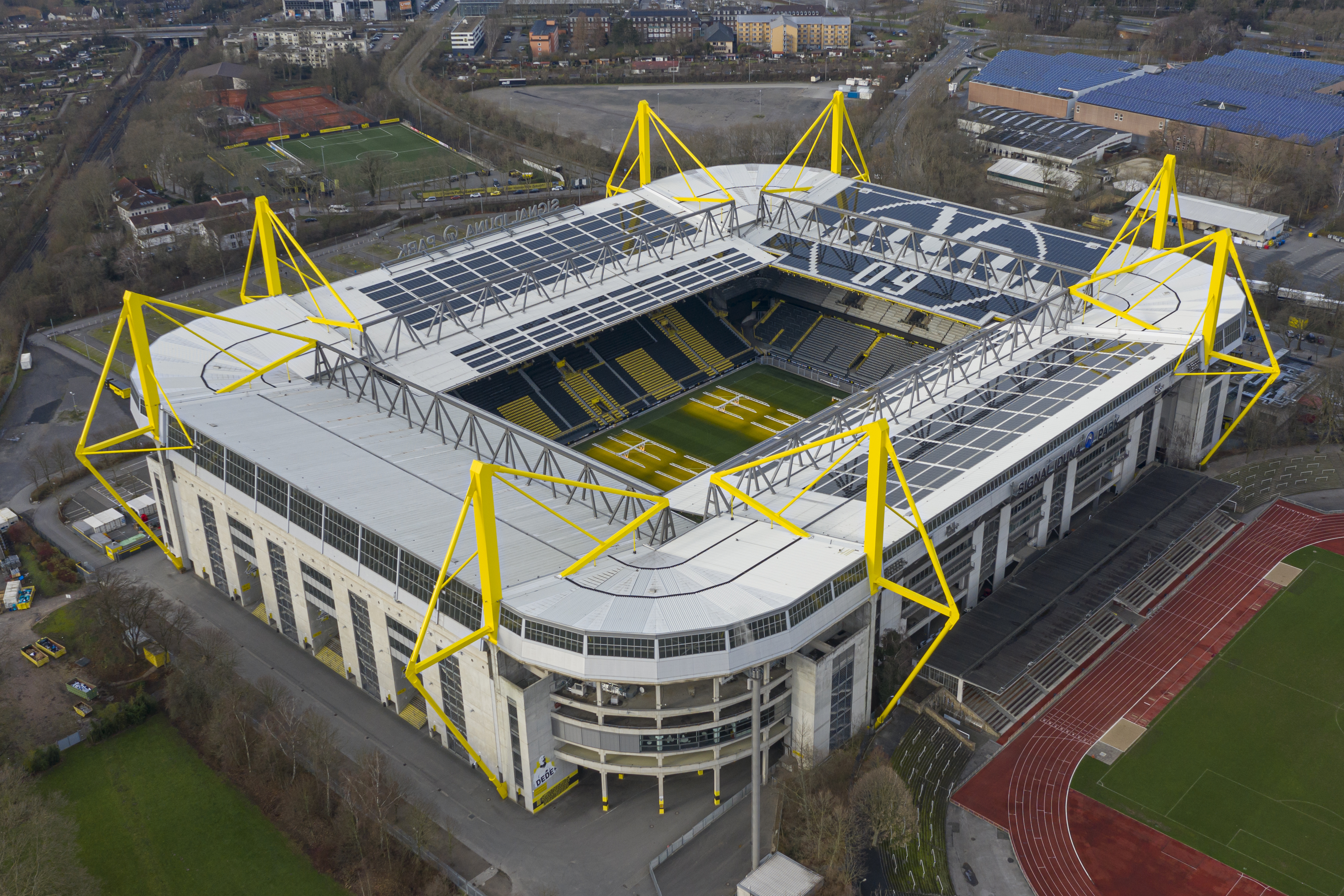
Dortmund, Westfalenstadion (53 790 places)
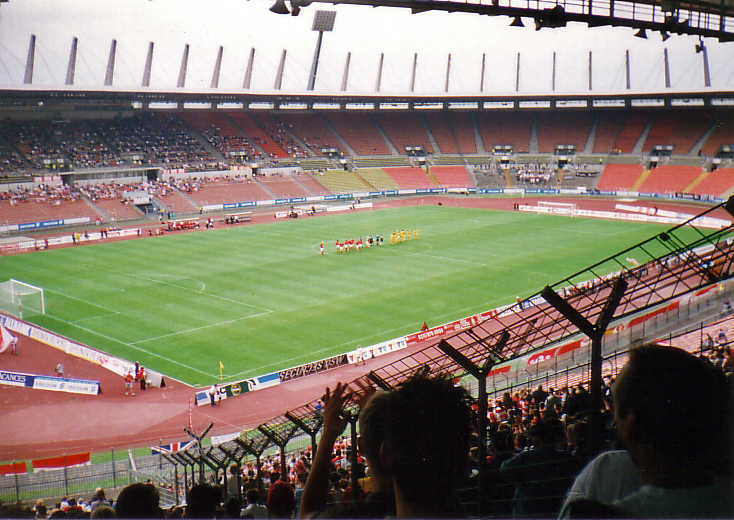
Düsseldorf, Rheinstadion (67 861 places)
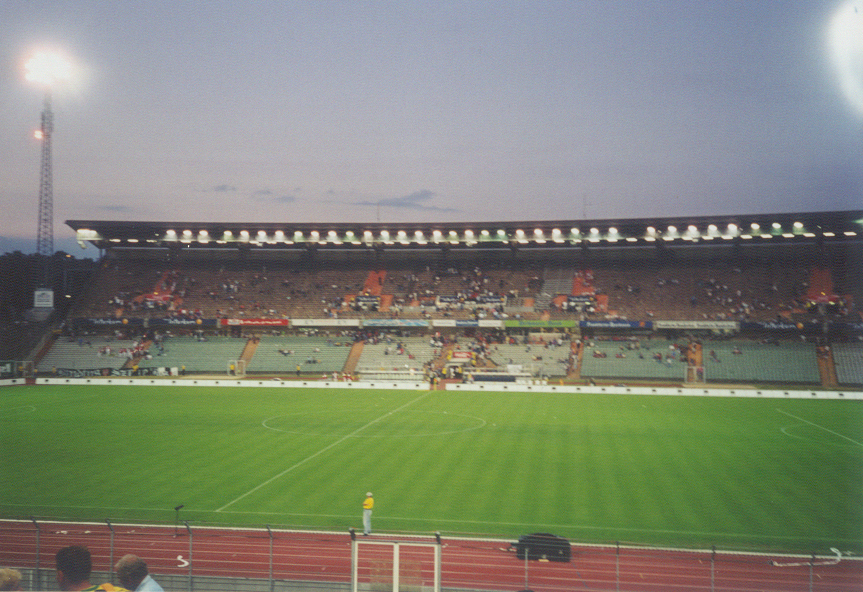
Francfort-sur-le-Main, Waldstadion (62 500 places)
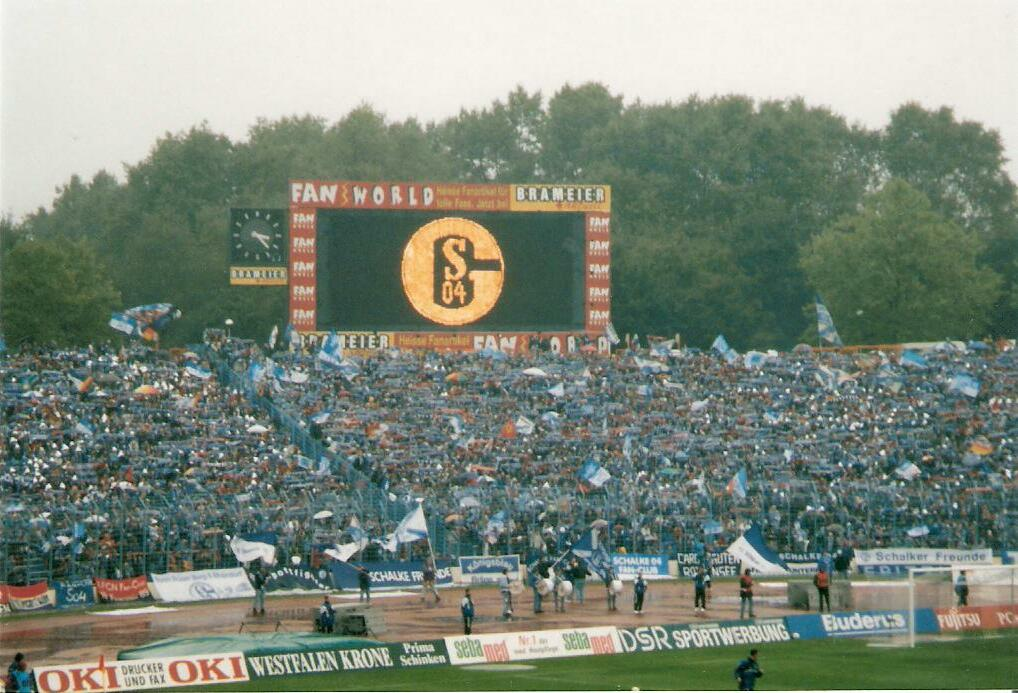
Gelsenkirchen, Parkstadion (69 976 places)
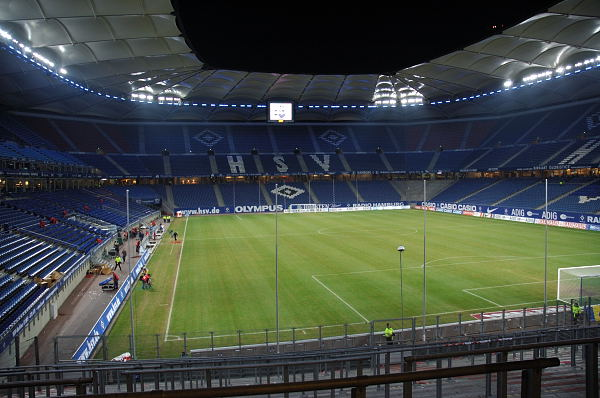
Hambourg, Volksparkstadion (60 341 places)
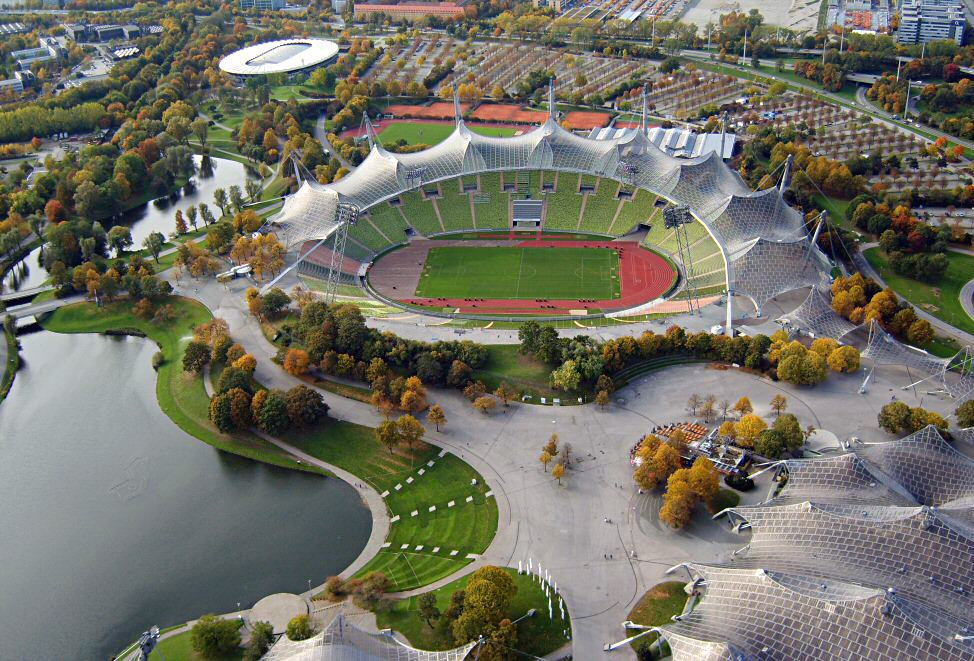
Hanovre, Niedersachsenstadion (60 050 places)
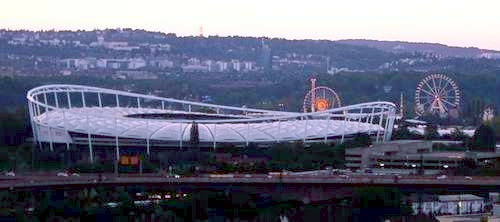
Munich, Stade olympique de Munich (82 230 places)
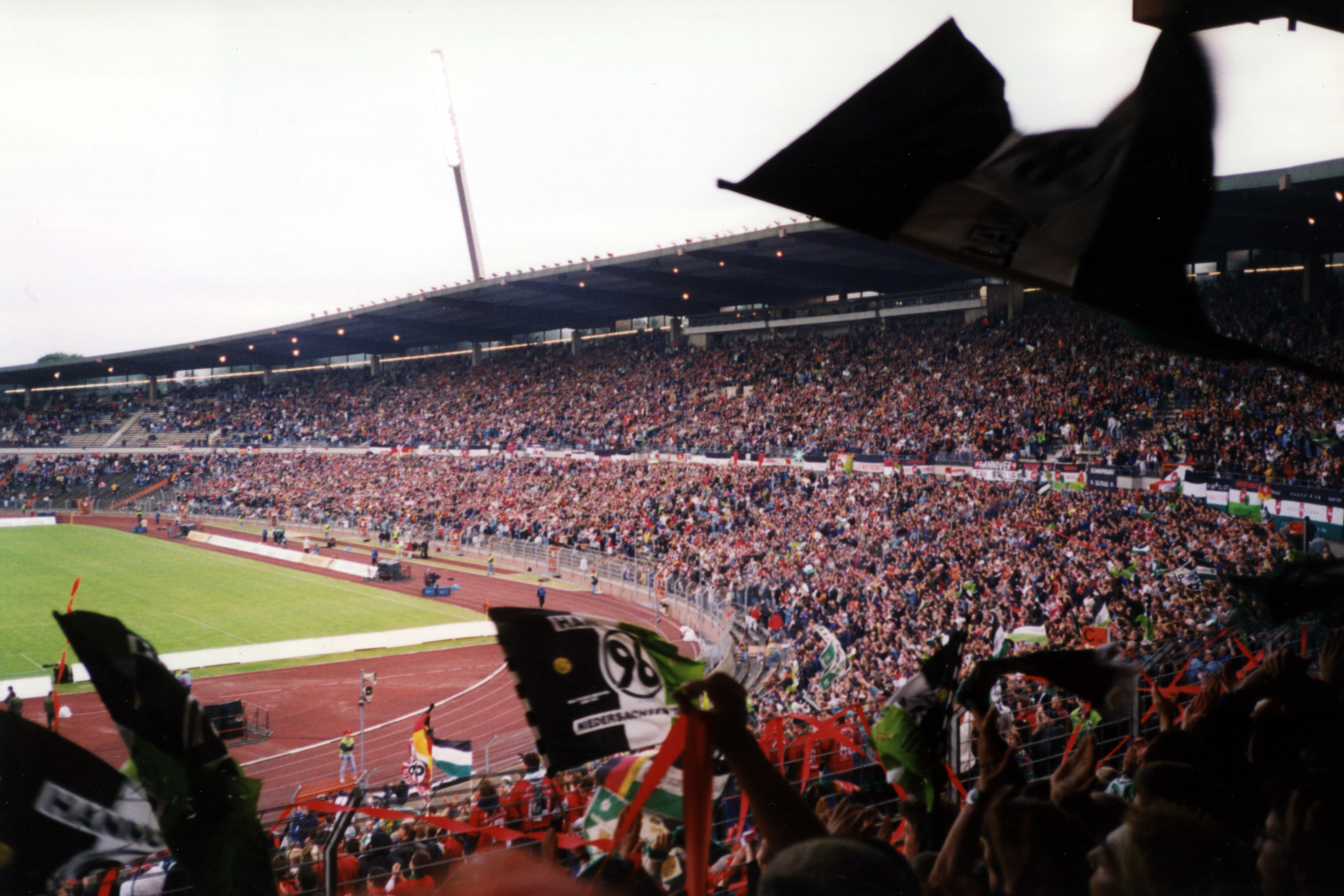
Stuttgart, Neckarstadion (73 058 places)

- Stade olympique, Berlin-Ouest
76 000 places
- Westfalenstadion, Dortmund
53 600 places
- Rheinstadion, Düsseldorf
70 100 places
- Waldstadion, Francfort-sur-le-Main
62 200 places
- Parkstadion, Gelsenkirchen
70 000 places
- Volksparkstadion, Hambourg
65 000 places
- Stade olympique, Munich
76 000 places
- Neckarstadion, Stuttgart
72 200 places
- Niedersachsenstadion, Hanovre
60 050 places

## Compétition

### Résumé
Avant le début de la compétition, l'équipe d'Allemagne de l'Ouest est donnée « grande favorite » : tous les joueurs sacrés champions d'Europe en 1972, à l'exception de l'attaquant Erwin Kremers,, sont présents dans l'effectif de la Mannschaft pour la Coupe du monde 1974. Les Pays-Bas ne sont par contre absolument pas favoris de l'épreuve. Leur expérience au niveau mondial se limite à deux participations lointaines en phase finale (1934 et 1938) et ils se sont qualifiés de justesse pour cette coupe du monde devant la Belgique grâce à une meilleure différence de buts. En outre l'équipe batave semble « peu à l'aise » avec les options tactiques de son nouvel entraîneur Rinus Michels.
Après le premier tour du tournoi, les rôles sont inversés. Le jeu étincelant des Néerlandais en fait progressivement les grands favoris pour la victoire finale auprès des observateurs, à la place des Allemands qui ont débuté doucement la compétition et montrent un jeu parfois décevant.
Franz Beckenbauer fait évoluer le rôle classique du libéro, joueur exempt de tout marquage se trouvant seul derrière la défense. Alors que le libéro se contente jusqu'alors de couvrir la défense, Beckenbauer profite de sa liberté sur le terrain pour participer et organiser les actions offensives.

#### Des Allemands contre des Allemands
Le premier tour voit se dérouler un match à caractère hautement politique. En effet, l'équipe d'Allemagne de l'Ouest et l'équipe d'Allemagne de l'Est s'affrontent à Hambourg : c'est la première et la dernière fois que ces deux équipes se rencontrent (dans une autre catégorie, deux ans plus tôt, une sélection ouest-allemande amateurs avait perdu contre les Allemands de l'Est lors des Jeux olympiques d'été de 1972). Au moment où se déroule ce match, les deux équipes sont déjà qualifiées pour le deuxième tour, mais elles se disputent la première place du groupe. La RDA remporte le match et la première place et est ainsi versée dans le groupe A avec notamment le Brésil et les Pays-Bas, équipes redoutables qu'évitera la RFA dans le groupe B. Certains supporters ouest-allemands qui avaient acheté à l'avance les billets des matchs du groupe A en pensant y voir leur équipe en sont pour leurs frais. La défaite de la RFA provoque une remise en question et quelques changements dans le groupe qui seront salutaires puisque la Mannschaft remportera ses quatre derniers matchs et le titre.

#### La finale

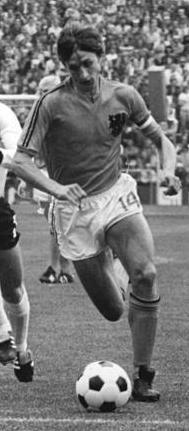
Johan Cruijff.

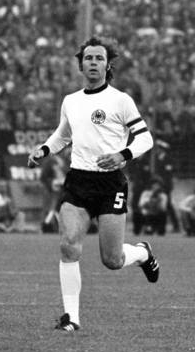
Franz Beckenbauer.

L'Allemagne de l'Ouest et les Pays-Bas ont poursuivi leur chemin jusqu'à la finale. L'Allemagne a été emmenée par le charismatique défenseur Franz Beckenbauer, alors que les Néerlandais et leur système « football total » avaient illuminé la compétition, à l'image de leur star Johan Cruijff. La supériorité néerlandaise ne tarde pas à s'exprimer lors de la finale. Après à peine une minute de jeu et une série de passes démontrant la grande maîtrise collective des Néerlandais, Cruijff est taclé par Uli Hoeneß dans la surface de réparation. Les Allemands n'ont pas encore touché le ballon qu'ils sont déjà menés 1-0 (penalty transformé par Neeskens). Ce but reste à ce jour le plus rapide jamais inscrit lors d'une finale de coupe du monde. L'Allemagne lutte pour rattraper son retard et, à la 26e minute, elle se voit attribuer un penalty controversé par l'arbitre britannique, après une chute de Bernd Hölzenbein dans la surface néerlandaise. Paul Breitner se charge de le tirer et égalise pour les Allemands. Ces deux penaltys sont les premiers dans une finale de coupe du monde. L'Allemagne pousse, mais ne parvient pas à marquer, jusqu'à la 43e minute, où Gerd Müller inscrit, dans son style caractéristique, le second but allemand, son 68e et dernier au sein de l'équipe nationale, car il prend sa retraite internationale à la fin de la compétition.
La deuxième mi-temps voit des occasions des deux côtés, Müller se voyant même refuser un but pour un hors-jeu imaginaire. Un autre penalty aurait pu être sifflé pour les Allemands pour une faute sur Hölzenbein à la 85e minute. L'Allemagne, déjà championne d'Europe en 1972, remporte également la coupe du monde 1974, marquant ainsi sa suprématie dans le football de l'époque.

### Premier tour

#### Groupe I
Fait curieux, la RFA et la RDA sont dans le même groupe et vont s'affronter pour la première et unique fois de l'histoire. Les deux équipes allemandes gagnent leur premier match. Lors de la deuxième journée, le Chili tient tête à la RDA et le pays hôte bat l'Australie. Le dernier match opposant les deux Allemagnes déjà qualifiées a au-delà du prestige pour principal enjeu le classement et l'affectation dans l'un ou l'autre groupe du second tour. La rencontre se déroule le 22 juin à Hambourg et voit la victoire de la RDA, largement bâtie sur l'équipe du FC Magdebourg (dont le buteur Sparwasser qui marque le seul but à la 77e minute), en terre ouest-allemande, qui termine première. Cette défaite historique du pays organisateur fera finalement et paradoxalement les affaires de la Mannschaft qui évitera ainsi de rencontrer les tant redoutés Oranje avant la finale.
Trois matchs du mondial, tous dans le groupe 1, sont disputés à Berlin-Ouest, alors que cette dernière ne fait pas à ce moment-là officiellement partie de la République fédérale d'Allemagne. Il était en effet courant que des rencontres sportives de tournois dont l'organisation était confiée à l'Allemagne de l'Ouest se déroulassent à Berlin-Ouest. Pendant la guerre froide, un tel cas de figure était mal vu par les pays du bloc de l'Est, ceux-ci n'hésitant pas, en guise de protestation, à éviter de prendre part aux événements comprenant des parties organisées à Berlin par l'Allemagne de l'Ouest. Les autorités de RDA, les plus sensibles sur le sujet, ont cependant su faire exception en laissant l'équipe nationale est-allemande participer à son premier mondial. L'équipe d'Allemagne de l'Ouest joue notamment à Berlin-Ouest son premier match, ce qui était programmé en amont du tirage au sort, tandis que l'équipe d'Allemagne de l'Est y dispute son second match, contre un même adversaire, le Chili.

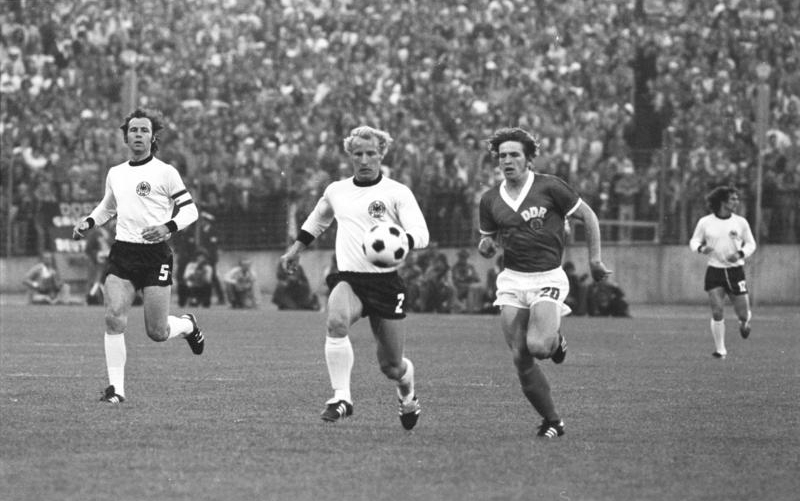
Match RDA-RFA avec Martin Hoffmann en duel avec Berti Vogts, à gauche Franz Beckenbauer

| Rang | Équipe               | Pts | J | G | N | P | Bp | Bc | Diff |
| ---- | -------------------- | --- | - | - | - | - | -- | -- | ---- |
| 1    | Allemagne de l'Est   | 5   | 3 | 2 | 1 | 0 | 4  | 1  | +3   |
| 2    | Allemagne de l'Ouest | 4   | 3 | 2 | 0 | 1 | 4  | 1  | +3   |
| 3    | Chili                | 2   | 3 | 0 | 2 | 1 | 1  | 2  | -1   |
| 4    | Australie            | 1   | 3 | 0 | 1 | 2 | 0  | 5  | -5   |

| Match | Date         | Équipe 1             | Résultat | Équipe 2             |
| ----- | ------------ | -------------------- | -------- | -------------------- |
| 1     | 14 juin 1974 | Allemagne de l'Ouest | 1-0      | Chili                |
| 1     | 14 juin 1974 | Allemagne de l'Est   | 2-0      | Australie            |
| 2     | 18 juin 1974 | Chili                | 1-1      | Allemagne de l'Est   |
| 2     | 18 juin 1974 | Australie            | 0-3      | Allemagne de l'Ouest |
| 3     | 22 juin 1974 | Australie            | 0-0      | Chili                |
| 3     | 22 juin 1974 | Allemagne de l'Est   | 1-0      | Allemagne de l'Ouest |

#### Groupe II
Le champion du monde sortant brésilien est tenu en échec par la Yougoslavie, tandis que l'Écosse bat le néophyte africain qu'est le Zaïre. Ensuite, les Slaves battent sèchement les Africains 9-0 et le Brésil concède un nouveau nul 0-0 contre les Britanniques. La Yougoslavie fait match nul contre l'Écosse, et le Brésil bat le Zaïre. Résultat : Yougoslaves, Brésiliens et Écossais sont tous trois à 4 points, mais la Yougoslavie termine première devant le Brésil à la différence de buts. Les Auriverdes sont qualifiés en devançant les Écossais d'un but seulement (+3 contre +2).

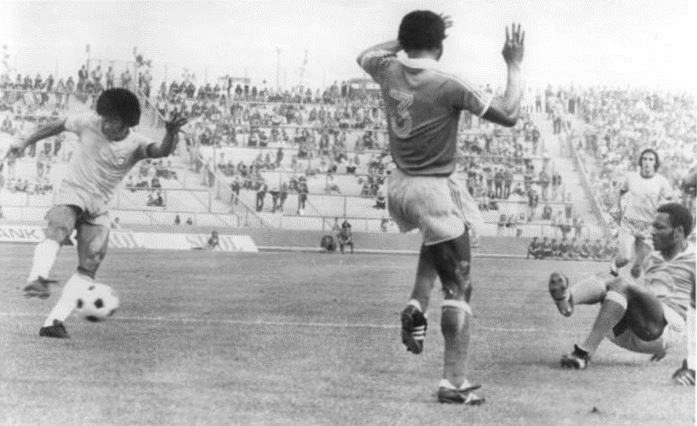
Frappe du Brésilien Jairzinho pendant la rencontre Zaïre-Brésil

| Rang | Équipe      | Pts | J | G | N | P | Bp | Bc | Diff |
| ---- | ----------- | --- | - | - | - | - | -- | -- | ---- |
| 1    | Yougoslavie | 4   | 3 | 1 | 2 | 0 | 10 | 1  | +9   |
| 2    | Brésil      | 4   | 3 | 1 | 2 | 0 | 3  | 0  | +3   |
| 3    | Écosse      | 4   | 3 | 1 | 2 | 0 | 3  | 1  | +2   |
| 4    | Zaïre       | 0   | 3 | 0 | 0 | 3 | 0  | 14 | -14  |

| Match | Date         | Équipe 1    | Résultat | Équipe 2    |
| ----- | ------------ | ----------- | -------- | ----------- |
| 1     | 13 juin 1974 | Brésil      | 0-0      | Yougoslavie |
| 1     | 14 juin 1974 | Zaïre       | 0-2      | Écosse      |
| 2     | 18 juin 1974 | Yougoslavie | 9-0      | Zaïre       |
| 2     | 18 juin 1974 | Écosse      | 0-0      | Brésil      |
| 3     | 22 juin 1974 | Écosse      | 1-1      | Yougoslavie |
| 3     | 22 juin 1974 | Zaïre       | 0-3      | Brésil      |

#### Groupe III
Les phénomènes Oranje, dont c'est la première participation depuis 1938, terminent premiers et invaincus avec 2 victoires contre les Uruguayens, quatrièmes au Mexique quatre ans plus tôt et les Bulgares, mais ils sont tenus en échec par les Suédois. La Suède, elle, termine deuxième avec 2 nuls et une victoire contre l'Uruguay.

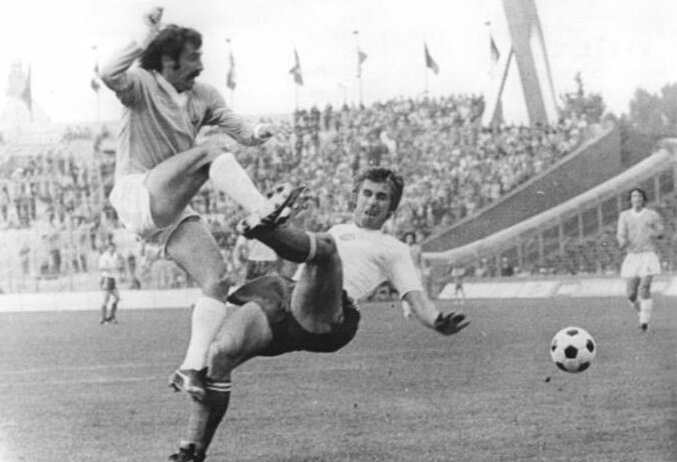
Scène du match entre la Bulgarie et l'Uruguay

| Rang | Équipe   | Pts | J | G | N | P | Bp | Bc | Diff |
| ---- | -------- | --- | - | - | - | - | -- | -- | ---- |
| 1    | Pays-Bas | 5   | 3 | 2 | 1 | 0 | 6  | 1  | +5   |
| 2    | Suède    | 4   | 3 | 1 | 2 | 0 | 3  | 0  | +3   |
| 3    | Bulgarie | 2   | 3 | 0 | 2 | 1 | 2  | 5  | -3   |
| 4    | Uruguay  | 1   | 3 | 0 | 1 | 2 | 1  | 6  | -5   |

| Match | Date         | Équipe 1 | Résultat | Équipe 2 |
| ----- | ------------ | -------- | -------- | -------- |
| 1     | 15 juin 1974 | Uruguay  | 0-2      | Pays-Bas |
| 1     | 15 juin 1974 | Suède    | 0-0      | Bulgarie |
| 2     | 19 juin 1974 | Pays-Bas | 0-0      | Suède    |
| 2     | 19 juin 1974 | Bulgarie | 1-1      | Uruguay  |
| 3     | 23 juin 1974 | Bulgarie | 1-4      | Pays-Bas |
| 3     | 23 juin 1974 | Suède    | 3-0      | Uruguay  |

#### Groupe IV
Autre néophyte de cette Coupe du monde, Haïti perd lui aussi tous ses matchs. La Pologne, elle, enchaîne trois victoires, dont une contre l'Argentine, absente en 1970. L'Italie et l'Argentine réalisent toutes deux une victoire (contre Haïti), un nul (concédé ensemble) et une défaite (contre la Pologne). Mais l'Argentine devance le vice-champion sortant à la différence de buts.
| Rang | Équipe    | Pts | J | G | N | P | Bp | Bc | Diff |
| ---- | --------- | --- | - | - | - | - | -- | -- | ---- |
| 1    | Pologne   | 6   | 3 | 3 | 0 | 0 | 12 | 3  | +9   |
| 2    | Argentine | 3   | 3 | 1 | 1 | 1 | 7  | 5  | +2   |
| 3    | Italie    | 3   | 3 | 1 | 1 | 1 | 5  | 4  | +1   |
| 4    | Haïti     | 0   | 3 | 0 | 0 | 3 | 2  | 14 | -12  |

| Match | Date         | Équipe 1  | Résultat | Équipe 2  |
| ----- | ------------ | --------- | -------- | --------- |
| 1     | 15 juin 1974 | Italie    | 3-1      | Haïti     |
| 1     | 15 juin 1974 | Pologne   | 3-2      | Argentine |
| 2     | 19 juin 1974 | Haïti     | 0-7      | Pologne   |
| 2     | 19 juin 1974 | Argentine | 1-1      | Italie    |
| 3     | 23 juin 1974 | Argentine | 4-1      | Haïti     |
| 3     | 23 juin 1974 | Pologne   | 2-1      | Italie    |

### Deuxième tour
Les deux groupes comprennent chacun une équipe de chaque poule du premier tour selon la formule :
A : 1er I, 2e II, 1er III, 2e IV
B : 2e I, 1er II, 2e III, 1er IV

#### Groupe A
Les Pays-Bas terminent premiers et se qualifient pour la finale en battant le Brésil en dernière journée lors du match décisif, véritable demi-finale entre les deux équipes qui avaient fait le plein de points. L'Argentine et la RDA qui n'ont pas gagné un seul match lors de ce second tour se contentent de classements équivalents à des quart-de-finalistes.
João Havelange (président de la FIFA entre 1974 et 1998) a prétendu ultérieurement que les Coupes du monde 1966 et 1974 étaient truquées afin de favoriser le pays hôte et défavoriser le Brésil, considéré à l'époque par Havelange et d'autres observateurs comme la meilleure équipe du monde. Il a ainsi pointé du doigt la désignation d'un arbitre allemand, Mr Tschenscher, pour diriger le match décisif Pays-Bas - Brésil. Cependant, si un joueur brésilien, Luis Pereira, a effectivement été expulsé à la 84e minute de jeu, le score était déjà de 2 à 0 en faveur d'une équipe néerlandaise dominatrice, et il n'y a pas eu de polémique autour de ce match.

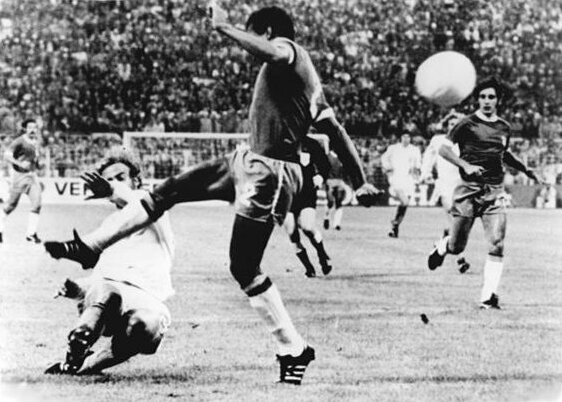
Johan Neeskens devance Luís Pereira et ouvre le score pour les Pays-Bas face au Brésil.

| Rang | Équipe             | Pts | J | G | N | P | Bp | Bc | Diff |
| ---- | ------------------ | --- | - | - | - | - | -- | -- | ---- |
| 1    | Pays-Bas           | 6   | 3 | 3 | 0 | 0 | 8  | 0  | +8   |
| 2    | Brésil             | 4   | 3 | 2 | 0 | 1 | 3  | 3  | 0    |
| 3    | Allemagne de l'Est | 1   | 3 | 0 | 1 | 2 | 1  | 4  | -3   |
| 4    | Argentine          | 1   | 3 | 0 | 1 | 2 | 2  | 7  | -5   |

| Match | Date           | Équipe 1           | Résultat | Équipe 2           |
| ----- | -------------- | ------------------ | -------- | ------------------ |
| 1     | 26 juin 1974   | Brésil             | 1-0      | Allemagne de l'Est |
| 1     | 26 juin 1974   | Pays-Bas           | 4-0      | Argentine          |
| 2     | 30 juin 1974   | Allemagne de l'Est | 0-2      | Pays-Bas           |
| 2     | 30 juin 1974   | Argentine          | 1-2      | Brésil             |
| 3     | 3 juillet 1974 | Argentine          | 1-1      | Allemagne de l'Est |
| 3     | 3 juillet 1974 | Pays-Bas           | 2-0      | Brésil             |

#### Groupe B
La RFA sort vainqueur du groupe B en battant également tous ses adversaires, y compris la Pologne qui avait remporté tous ses matchs dans la compétition jusque-là. Lors du match de la dernière journée qui faisait office de demi-finale, l'équipe allemande championne d'Europe bat l'équipe polonaise championne olympique sur le score de 1-0, sur un terrain gorgé d'eau à la suite du violent orage qui avait retardé le coup d'envoi de la rencontre. Les Polonais se qualifient néanmoins pour la petite finale où ils affronteront le Brésil.

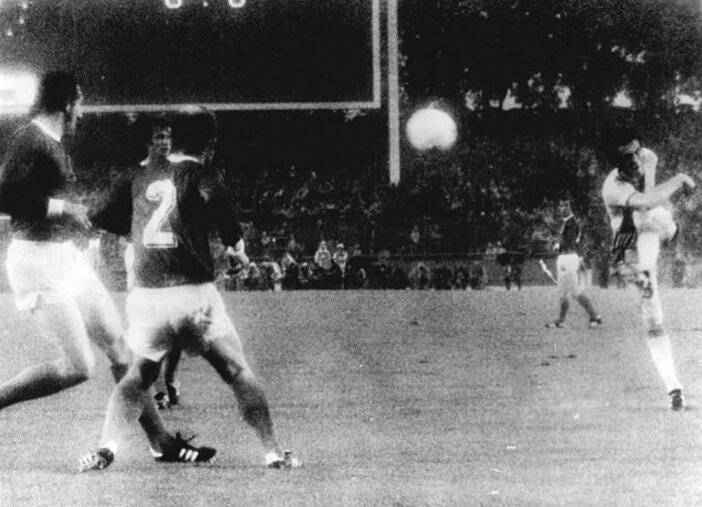
Ouverture du score de la Suède contre la RFA par Ralf Edström.

| Rang | Équipe               | Pts | J | G | N | P | Bp | Bc | Diff |
| ---- | -------------------- | --- | - | - | - | - | -- | -- | ---- |
| 1    | Allemagne de l'Ouest | 6   | 3 | 3 | 0 | 0 | 7  | 2  | +5   |
| 2    | Pologne              | 4   | 3 | 2 | 0 | 1 | 3  | 2  | +1   |
| 3    | Suède                | 2   | 3 | 1 | 0 | 2 | 4  | 6  | -2   |
| 4    | Yougoslavie          | 0   | 3 | 0 | 0 | 3 | 2  | 6  | -4   |

| Match | Date           | Équipe 1             | Résultat | Équipe 2             |
| ----- | -------------- | -------------------- | -------- | -------------------- |
| 1     | 26 juin 1974   | Yougoslavie          | 0-2      | Allemagne de l'Ouest |
| 1     | 26 juin 1974   | Suède                | 0-1      | Pologne              |
| 2     | 30 juin 1974   | Allemagne de l'Ouest | 4-2      | Suède                |
| 2     | 30 juin 1974   | Pologne              | 2-1      | Yougoslavie          |
| 3     | 3 juillet 1974 | Pologne              | 0-1      | Allemagne de l'Ouest |
| 3     | 3 juillet 1974 | Suède                | 2-1      | Yougoslavie          |

### Match pour la troisième place
Les Polonais arrachent la troisième place face aux champions sortants brésiliens par un but du meilleur buteur du tournoi, Grzegorz Lato, à la 76e minute de jeu.

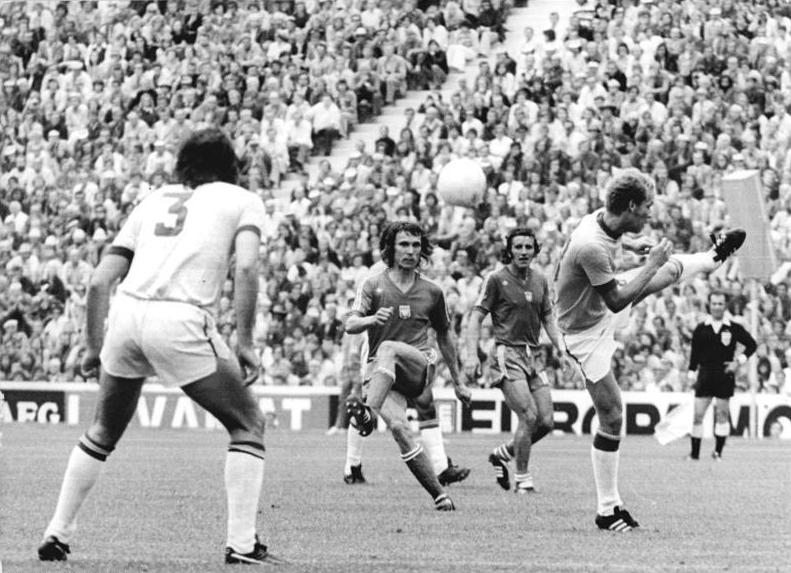
Scène du match Brésil-Pologne avec de gauche à droite Marinho Peres, Henryk Kasperczak, Adam Musiał et Ademir da Guia.

| 6 juillet 1974                    | Brésil    | 0 - 1 | Pologne  | Olympiastadion, Munich                            |                                                   |
| 16:00 · Historique des rencontres |           |       | Lato 76e | Spectateurs : 74 100 Arbitrage : Aurelio Angonese | Spectateurs : 74 100 Arbitrage : Aurelio Angonese |
| 16:00 · Historique des rencontres | (Rapport) |       |          | Spectateurs : 74 100 Arbitrage : Aurelio Angonese | Spectateurs : 74 100 Arbitrage : Aurelio Angonese |

### Finale

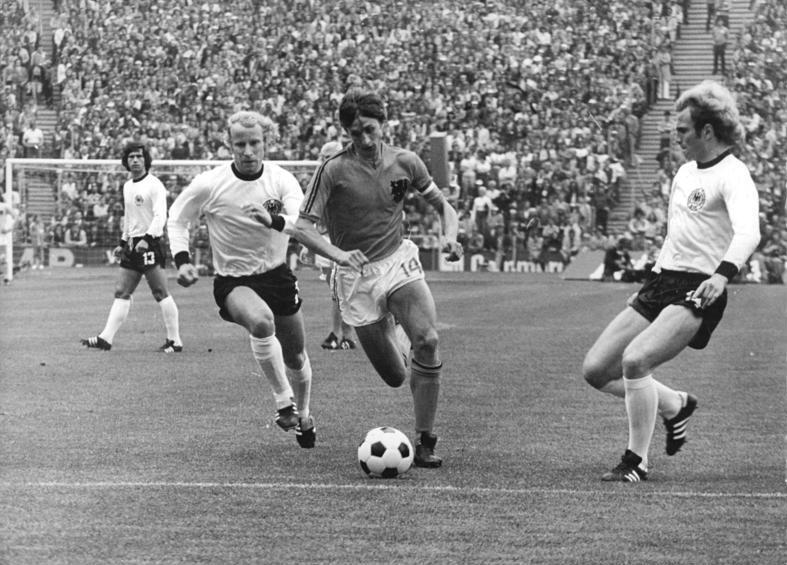
Uli Hoeneß commet une faute sur Johan Cruijff à la1re minute de jeu.

La finale de la Coupe du monde oppose au stade olympique de Munich les Pays-Bas à l'Allemagne de l'Ouest, vainqueurs respectif des groupes A et B au deuxième tour. Malgré le fait que l'Allemagne joue à domicile, l'équipe néerlandaise est considérée par les spécialistes comme la favorite de la finale.

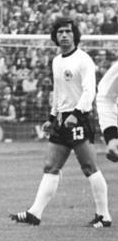
Gerd Müller lors de la finale.

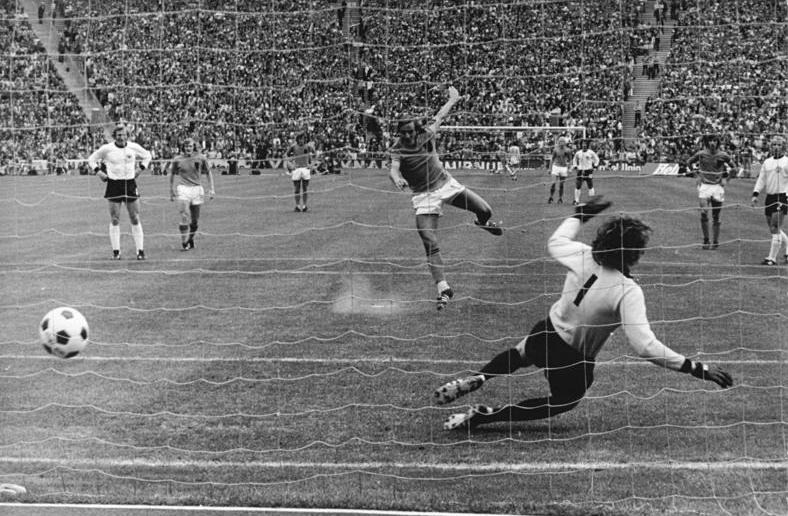
Le penalty est transformé par Johan Neeskens.

Au coup d'envoi du match, les Néerlandais monopolisent le ballon puis Johan Cruijff s'engage dans la défense allemande. Il se défait du défenseur Berti Vogts mais est arrêté par une faute du milieu de terrain Uli Hoeneß à la limite de la surface de réparation. L'arbitre anglais John Taylor siffle penalty au bénéfice des Pays-Bas alors qu'aucun Allemand n'a encore touché le ballon : Johan Neeskens tire le penalty et trompe Sepp Maier. C'est à ce jour le but le plus rapide jamais inscrit lors d'une finale de coupe du monde. Les Pays-Bas ralentissent alors le rythme et se contentent de gérer leur avantage, ce qui permet aux Allemands de se remettre de leur début de rencontre mal négocié.
À la 26e minute de jeu, l'ailier gauche allemand Bernd Hölzenbein dribble trois adversaires dans la surface de réparation mais le troisième, Wim Jansen, le tacle irrégulièrement. Les Allemands obtiennent un penalty, qui est transformé par le défenseur Paul Breitner. Après cette égalisation, l'équipe allemande domine la rencontre et se procure de bonnes occasions de but par Franz Beckenbauer sur coup franc ainsi que par Berti Vogts et Jürgen Grabowski. Le Néerlandais Johnny Rep échoue seul devant le gardien Sepp Maier à la 37e minute. Peu avant la mi-temps, un centre de la droite de Rainer Bonhof arrive dans le dos de Gerd Müller, marqué par deux défenseurs. Müller se retourne vers la balle, la fait ricocher sur son pied gauche, se retourne vers le but et trompe le gardien néerlandais Jan Jongbloed, pour offrir un deuxième but à l'Allemagne de l'Ouest : 2-1. L'Allemagne conserve son avantage au score lors de la seconde période dominée par les Néerlandais, et remporte sa deuxième Coupe du monde après celle de 1954. 
| Titulaires : |  |
| |  |
| Sepp Maier Berti Vogts Franz Beckenbauer Hans-Georg Schwarzenbeck Paul Breitner Uli Hoeneß Rainer Bonhof Wolfgang Overath Jürgen Grabowski Gerd Müller Bernd Hölzenbein |  |
| Entraîneur : |  |
| Helmut Schön |  |

| Titulaires : |  |
| |  |
| Jan Jongbloed · Wim Suurbier · Ruud Krol · Arie Haan · Wim Rijsbergen 69e · Wim Jansen · Johan Neeskens · Wim van Hanegem · Johan Cruijff · Johnny Rep · Robert Rensenbrink 46e · |  |
| Remplaçants : |  |
| René van de Kerkhof 46e · Theo de Jong 69e · |  |
| Entraîneur : |  |
| Rinus Michels |  |

| Titulaires : |  |
| |  |
| Sepp Maier Berti Vogts Franz Beckenbauer Hans-Georg Schwarzenbeck Paul Breitner Uli Hoeneß Rainer Bonhof Wolfgang Overath Jürgen Grabowski Gerd Müller Bernd Hölzenbein |  |
| Entraîneur : |  |
| Helmut Schön |  |

| Titulaires : |  |
| |  |
| Jan Jongbloed · Wim Suurbier · Ruud Krol · Arie Haan · Wim Rijsbergen 69e · Wim Jansen · Johan Neeskens · Wim van Hanegem · Johan Cruijff · Johnny Rep · Robert Rensenbrink 46e · |  |
| Remplaçants : |  |
| René van de Kerkhof 46e · Theo de Jong 69e · |  |
| Entraîneur : |  |
| Rinus Michels |  |

## Classement et distinctions

### Meilleur joueur
L'attaquant et capitaine de la sélection des Pays-Bas Johan Cruijff est désigné meilleur joueur de la Coupe du monde 1974.

### Meilleurs buteurs
Le Polonais Grzegorz Lato est le meilleur buteur du tournoi en ayant marqué sept buts. Il devance son compatriote Andrzej Szarmach et le Néerlandais Johan Neeskens, qui ont inscrit chacun cinq buts dans la compétition.
Avec son but en finale, Gerd Müller devient le meilleur buteur de l'histoire de la Coupe du monde avec quatorze buts : dix buts inscrits en 1970 et quatre en 1974. Il devance Just Fontaine, le précédent tenant du record avec treize buts marqués en 1958, et Pelé avec douze buts. Le record de Gerd Müller perdure plus de trente ans et n'est battu que lors de la Coupe du monde 2006 par Ronaldo qui comptabilise alors quinze buts.

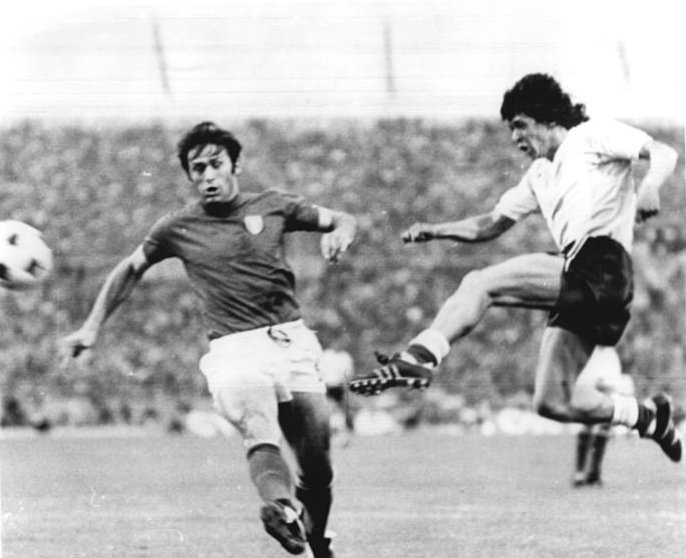
Ouverture du score de l'Argentin René Houseman face à l'Italie

Gerd Müller inscrit en finale le 100ème but de l'équipe d'Allemagne en Coupe du Monde[réf. nécessaire], comme Pelé qui avait inscrit en finale 1970 le 100ème but de l'équipe du Brésil en Coupe du Monde.
| \| Place \| Joueur \| Équipe \| Buts \| \| ----------------- \| ---------------- \| -------------------- \| ---- \| \| Médaille d'or \| Grzegorz Lato \| Pologne \| 7 \| \| Médaille d'argent \| Johan Neeskens \| Pays-Bas \| 5 \| \| Médaille d'argent \| Andrzej Szarmach \| Pologne \| 5 \| \| 4 \| Ralf Edström \| Suède \| 4 \| \| = \| Gerd Müller \| Allemagne de l'Ouest \| 4 \| \| = \| Johnny Rep \| Pays-Bas \| 4 \| \| 7 \| Dušan Bajević \| Yougoslavie \| 3 \| \| = \| Paul Breitner \| Allemagne de l'Ouest \| 3 \| \| = \| Johan Cruijff \| Pays-Bas \| 3 \| \| = \| Kazimierz Deyna \| Pologne \| 3 \| \| = \| René Houseman \| Argentine \| 3 \| \| = \| Rivelino \| Brésil \| 3 \| |                  |                      |      |
| Place | Joueur           | Équipe               | Buts |
| Médaille d'or | Grzegorz Lato    | Pologne              | 7    |
| Médaille d'argent | Johan Neeskens   | Pays-Bas             | 5    |
| Médaille d'argent | Andrzej Szarmach | Pologne              | 5    |
| 4 | Ralf Edström     | Suède                | 4    |
| = | Gerd Müller      | Allemagne de l'Ouest | 4    |
| = | Johnny Rep       | Pays-Bas             | 4    |
| 7 | Dušan Bajević    | Yougoslavie          | 3    |
| = | Paul Breitner    | Allemagne de l'Ouest | 3    |
| = | Johan Cruijff    | Pays-Bas             | 3    |
| = | Kazimierz Deyna  | Pologne              | 3    |
| = | René Houseman    | Argentine            | 3    |
| = | Rivelino         | Brésil               | 3    |

## Aspects socio-économiques de la Coupe du monde

### Résultat financier
L'organisation de la Coupe du monde 1974 permet de dégager un bénéfice de 50,067 millions de Deutsche Mark, le taux de change du Deutsche Mark en franc suisse étant en 1974 de 1 DEM = 1,10 CHF. Le bénéfice est partagé entre la FIFA, le pays organisateur et les seize équipes participantes : 10 % du bénéfice (soit 5,0 millions de Deutsche Mark) revient à la FIFA, 25 % (soit 12,5 millions de Deutsche Mark) à l'Allemagne en tant que pays organisateur, et 65 % (soit 32,5 millions de Deutsche Mark) est distribué aux équipes participantes.
Les recettes se montent à 67,3 millions de Deutsche Mark. La vente des billets d'entrée aux stades rapporte plus de la moitié des recettes, soit 51 %. Les droits audiovisuels, radiophoniques et cinématographiques contribuent pour 27 % des recettes, et la publicité dans les stades pour 20 %. En comparaison, le merchandising est peu développé puisque sa contribution aux recettes est inférieure à 2 %.
Le total des dépenses liées à l'organisation de la compétition est de 17,2 millions de Deutsche Mark. Le plus gros poste est la location des neuf stades utilisés lors du tournoi pour 5,2 millions de Deutsche Mark, soit 30 % du total. La somme de 3,7 millions de Deutsche Mark, soit 22 % des dépenses, est allouée aux déplacements et à l'hébergement des équipes, des arbitres et des officiels. Les dépenses liées à la presse, aux mesures antidopage et à l'audit se montent à 17 % du total. Les coûts de communication et d'organisation sont de 2,7 millions de Deutsche Mark, soit 16 % du total.
| Intitulé                           | Montant |
| ---------------------------------- | ------- |
| Vente de tickets (net)             | 34,343  |
| Droits TV, radio, films            | 18,016  |
| Publicité dans les stades          | 13,500  |
| Merchandising                      | 1,100   |
| Pourcentage sur les matchs amicaux | 0,300   |
| Total des recettes                 | 67,259  |

| Intitulé                                            | Montant |
| --------------------------------------------------- | ------- |
| Location des stades                                 | 5,151   |
| Déplacements des équipes                            | 1,053   |
| Hébergement des équipes                             | 1,020   |
| Déplacements et hébergement des arbitres            | 0,328   |
| Déplacements et hébergement des officiels FIFA      | 1,328   |
| Communication et organisation (dépenses de la FIFA) | 0,976   |
| Dépenses d'organisation en Allemagne de l'Ouest     | 1,717   |
| Presse, antidopage, audit                           | 3,007   |
| Divers                                              | 2,610   |
| Total des dépenses                                  | 17,191  |

### Effets économiques pour l'Allemagne de l'Ouest
L'organisation de la Coupe du monde par l'Allemagne de l'Ouest, du 13 juin au 7 juillet 1974, a un effet sur l'économie du pays. La consommation y augmente en valeur de 2,9 % au deuxième trimestre 1974 et de 2,7 % au troisième trimestre, alors que sa progression ne dépassait pas 1 % au premier et au quatrième trimestre de cette année, soit avant et après la tenue de la compétition.

## Dans la culture populaire

### Cinéma
- Le film "Coups de pieds vers la gloire", de l'anglais Michael Samuelson, produit par la Fifa, raconte l'épopée de la compétition, sur un ton décalé, distancié et parfois romancé.